# アントニオ・カイオ・ダ・シウヴァ・ソウザ
カイオ（Caio）ことアントニオ・カイオ・ダ・シウヴァ・ソウザ（ポルトガル語: Antônio Caio da Silva Souza、1980年11月10日 - ）は、ブラジルの元サッカー選手。ポジションはMF。
Kリーグ時代の登録名はカイオ（ハングル: 까이오）。

## クラブ歴
リオ・ブランコECで選手となった後、リオ・プレトEC、イトゥアーノFCを経てパラナ・クルーベに在籍した。
2004年にKリーグの全南ドラゴンズに移籍。翌年にブラジルに戻り、CRフラメンゴに加入。その後コリチーバFCを経てアル・アハリ・ジッダに移籍。その後再びブラジルに戻ってECバイーア、アヴァイFCに在籍したが、アル・ホールSCに移籍した。
2011年にアトレチコ・ミネイロに加入。AAポンチ・プレッタに期限付き移籍した後完全移籍した。
その後、ゴイアスEC、CAブラガンチーノ、ブラジリエンセFCに在籍し引退。